# باد زولزه
شهر باد زولزه در ایالت مکلنبورگ-فورپومرن در کشور آلمان واقع شده است.